# Jakobsö
Jakobsö eller Lilla Hamburgö är en ö i Tanums kommuns södra skärgård, Bohuslän, Västra Götalands län. Ön ligger knappt 100 m väster om Hamburgö. Jakobsö är nästan två km lång i nordsydlig riktning och drygt 700 m på andra hållet.
Ön kan ha varit bebodd redan på 1100-talet. Säkert är dock att det fanns ett temporärt fiskeläge här på 1300-talet. Ett 40-tal enkla husgrunder finns fortfarande kvar på öns norra del. Under senare sillperioder tillkom såväl trankokerier som sillsalterier. En fraktskuta hade ännu på 1960-talet sin hemmahamn på Jakobsö. Ön är fortfarande bebodd hela året.
Två långfilmer har spelats in på ön: Kostervalsen (film)|Kostervalsen] och Percy, Buffalo Bill och jag.